# Philip Kaufman

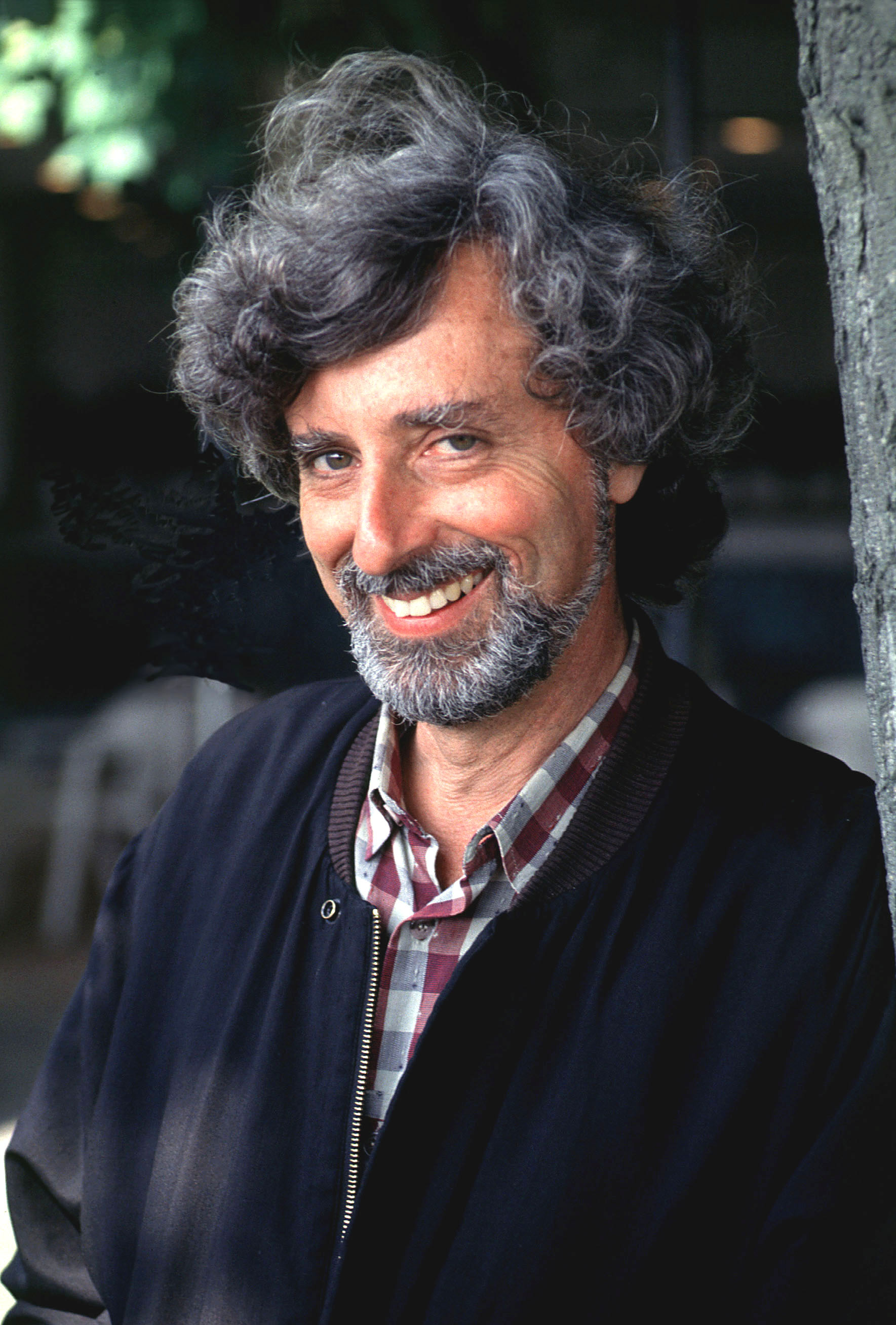
Philip Kaufman, 1991

Philip „Phil“ Kaufman (* 23. Oktober 1936 in Chicago, Illinois) ist ein US-amerikanischer Filmregisseur, Drehbuchautor und Filmproduzent.

## Leben
Philip Kaufman besuchte zunächst die University of Chicago und wechselte dann an die Harvard Law School. Später zog er zusammen mit seiner Frau als Rucksacktourist durch Europa. Die europäische Filmkultur und die Begegnung mit Anaïs Nin waren auf seinem Weg zum Filmemacher für ihn prägend.
Kaufman hatte seinen Durchbruch mit dem Remake Die Körperfresser kommen (1978). Er entwickelte 1981 zusammen mit George Lucas die Handlung für den Oscar-prämierten Film  Jäger des verlorenen Schatzes und damit die Grundlage für Lawrence Kasdans Drehbuch dazu.
1989 bekam er zusammen mit Jean-Claude Carrière für den Film Die unerträgliche Leichtigkeit des Seins eine Oscarnominierung für das beste adaptierte Drehbuch.
Sein Film Henry & June aus dem Jahr 1990, die Verfilmung der Beziehung zwischen Henry Miller und Anaïs Nin, war Auslöser einer Reform des US-amerikanischen Filmbewertungssystems und der Einführung des MPAA-Ratings, speziell des NC-17-Ratings.
Philip Kaufman hat mit seiner Ehefrau einen Sohn.

## Filmografie (Auswahl)

### Regie
- 1972: Der große Minnesota-Überfall (The Great Northfield Minnesota Raid)
- 1974: Die weiße Dämmerung (The White Dawn)
- 1978: Die Körperfresser kommen (Invasion of the Body Snatchers) – nach dem gleichnamigen Roman von Jack Finney
- 1979: The Wanderers
- 1983: Der Stoff, aus dem die Helden sind (The Right Stuff)
- 1988: Die unerträgliche Leichtigkeit des Seins (The Unbearable Lightness of Being)
- 1990: Henry & June
- 1993: Die Wiege der Sonne (Rising Sun) – nach einem Roman von Michael Crichton
- 2000: Quills – Macht der Besessenheit (Quills)
- 2004: Twisted – Der erste Verdacht (Twisted)
- 2012: Hemingway & Gellhorn

### Drehbuch/literarische Vorlage
- 1976: Der Texaner (The Outlaw Josey Wales) – Regie: Clint Eastwood
- 1981: Jäger des verlorenen Schatzes (Raiders of the Lost Ark) – Regie: Steven Spielberg; die Story von Kaufman diente als Vorlage für das Drehbuch von Lawrence Kasdan